# Киттлиц, Фридрих Генрих фон
Барон Фридрих Генрих фон Киттлиц (нем. Friedrich Heinrich Freiherr von Kittlitz) — немецкий орнитолог, путешественник, художник.
Юношей участвовал в войне 1813—1815 гг.
В 1826—1829 годах принимал участие в кругосветном плавании Литке, ведая, главным образом, орнитологической стороной экспедиции и предоставив музею Российской Академии наук собранные экспедицией 754 образца 314 видов птиц, в том числе вскоре после этого исчезнувших. В 1831 году фон Киттлиц участвовал также в экспедиции в Северную Африку.
По материалам этих путешествий Киттлицем написаны и иллюстрированы такие труды, как 
- «Гравюры к естественной истории птиц» (нем. «Kupfertafeln zur Naturgeschichte der Vögel»; Франкфурт, 1832),
- «24 изображения пейзажей с берегов и островов Тихого океана» (нем. «24 Vegetationsansichten von den Küstenländern und Inseln des Stillen Ozeans»; 1845—1852),
- «Виды камчатской природы» (нем. «Naturscenen aus Kamtschatka»),
- «Воспоминания о путешествии в Русскую Америку, Микронезию и Камчатку» (нем. «Denkwürdigkeiten einer Reise nach dem russischen Amerika, nach Mikronesien und durch Kamtschatka»; Гота, 1858).

В поздние годы фон Киттлиц предался философским занятиям и опубликовал
- «Psychologische Grundlage für eine neue Philosophie der Kunst» (Берлин, 1863) * «Schlussfolgerungen von der Seele des Menschen auf die Weltseele» (Майнц, 1873).